# Číčovské mŕtve rameno
Číčovské mŕtve rameno je národní přírodní rezervace v katastrálních územích obcí Kľúčovec v okrese Dunajská Streda a Číčov v okrese Komárno na Slovensku. Území bylo vyhlášeno v roce 1964 a jeho rozloha je 79,87 hektaru. Předmětem ochrany je zbytek mrtvého ramena Dunaje s výskytem vodních společenstev a hraboše hospodárného (Microtus economus), který je vzácným glaciálním reliktem.